# Polypedates pseudocruciger
Polypedates pseudocruciger är en groddjursart som beskrevs av Das och Masagoundanur Sengodan Ravichandran 1998. Polypedates pseudocruciger ingår i släktet Polypedates och familjen trädgrodor. IUCN kategoriserar arten globalt som livskraftig. Inga underarter finns listade i Catalogue of Life.